# جون رابي (فلم)
جون رابي (بالألمانية:John Rabe) ، هي فيلم ألماني من نوع الدراما ، أنتج سنة 2009 ، ويتحدث عن سيرة رجل الأعمال الألماني جون رابي، والذي يعتبر من الشخصيات الشهيرة في تاريخ ألمانيا الحديثة، وقد روى الفيلم مجزرة نانيجنغ الصينية، عندما أرتكبت القوات اليابانية جرائم حرب أدت لمقتل الالاف من الصينيين، وكان شاهداً على واقعة المذبحة.

## ردود الفعل
وقد منع العرض في اليابان بسبب ما قيل بأنه تشويه صورة اليابان في الخارج، وان مجرزة نانيجنغ لم يرتكبها اليابانيون أصلا، وقد طالب اليمين المتطرف في اليابان بمنع عرض الفيلم.

## وصلات خارجية
- مقالات تستعمل روابط فنية بلا صلة مع ويكي بيانات
- الموقع الرسمي
- John Rabe Peace and Communication Center Heidelberg, Germany